# Topsentia distincta
Topsentia distincta är en svampdjursart som först beskrevs av de Laubenfels 1957.  Topsentia distincta ingår i släktet Topsentia och familjen Halichondriidae. Inga underarter finns listade i Catalogue of Life.